# Astrild à masque noir
Estrilda nigriloris
Espèce
Statut de conservation UICN

 DD  : Données insuffisantes
L'Astrild à masque noir (Estrilda nigriloris) est une espèce de passereaux appartenant à la famille des Estrildidae.